# Deinbollia nyikensis
Deinbollia nyikensis là một loài thực vật có hoa trong họ Bồ hòn. Loài này được Baker mô tả khoa học đầu tiên năm 1897.